# Fujiwara no Akisue
Fujiwara no Akisue est un nom japonais traditionnel ; le nom de famille (ou le nom d'école), Fujiwara, précède donc le prénom (ou le nom d'artiste).
Fujiwara no Akisue (藤原 顕季) (1055 – 27 septembre 1123) est un noble et poète japonais. Membre du fameux clan Fujiwara de poètes et d'aristocrates et fils de Fujiwara no Takatsune (藤原 隆経), il est actif à la fin de l'époque de Heian.
Akisue est proche de l'empereur Shirakawa, à la fois par sa mère qui est la nourrice de l'empereur et par l'influence de Fujiwara no Sanesue (藤原 実季), son père adoptif qui est dainagon auprès de l'empereur. À partir de 1075, Akisue occupe un certain nombre de postes officiels locaux et en 1109 est nommé  daini dazai (secrétaire à l'agent administratif de plusieurs provinces). Akisue est le père de Fujiwara no Akisuke.

## Poésie
En 1078, Akisue participe au 『承暦二年内裏歌合』(« Concours de poésie de Shôryaku 2 du Palais impérial »). En 1093, il compose un jeu de cent poèmes pour le 『堀河院百首』 (« Horikawa-in hyakushu ») et participe entre autres aux 『郁芳門院根合』 (« Ikuhômon-in neawase »), 『堀河院艶書合』 (« Horikawa-in tsuyakotobaawase ») et 『鳥羽殿北面歌合』 (« Toba-dono hokumen utaawase »), ce qui établit solidement sa réputation en tant que poète.

## École de poésie
La résidence la plus renommée d'Akisue se trouve à Kyoto, à l'intersection des rues Rokujô et Karasuma, et c'est là que se rencontrent les poètes qui fréquentent son salon. L'école poétique qu'il créé finit par s'appeler rokujō. C'est ainsi que ses descendants forment qui s'appelle naturellement la famille Rokujō. Son style poétique est très conservateur c'est pourquoi nombre des poètes de son salon sont parmi les plus conservateurs de l'époque tels que Fujiwara no Akisuke, Fujiwara no Kiyosuke, Fujiwara no Motosuke et Fujiwara no Ari'i.e.
Akisue est un lettré du Man'yōshū et s'efforce de récupérer et populariser la poésie de Kakinomoto no Hitomaro. Tant Akisue que l'empereur vénèrent Hitomaro et Akisue réussit à emprunter une peinture célèbre de Hitomaro à l'empereur afin d'en faire une copie pour sa propre famille et qu'il montre fièrement. En 1118, Akisue organise une célébration de Hitomaro dans son manoir Rokujō et à laquelle participent les célébrités de la poésie de l'époque dont Minamoto no Shunrai et Fujiwara no Akisuke. Ils présentent des offrandes devant la peinture de Hitomaro et récitent ses poèmes comme les leurs, des waka japonais et des vers chinois composés spécialement pour cette occasion. C'est la première cérémonie officielle documentée dédié à la vénération de Hitomaro, et elle commence une pratique qui se répète plus tard pour d'autres poètes estimés.

## Sources
- Levy, Ian Hideo (1984) Hitomaro and the Birth of Japanese Lyricism Princeton University Press, Princeton, NJ,  (ISBN 0-691-06581-0) ;
- Miner, Earl; Odagiri, Hiroko; and Morrell, Robert E. (1985) "Fujiwara, Akisue (1055-1123)" The Princeton Companion to Classical Japanese Literature Princeton University Press, Princeton, NJ,  (ISBN 0-691-06599-3) ;

This article is based in part on material from the Japanese Wikipedia.